# Otto Stammer
Otto Stammer (n. 3 octombrie 1900, Leipzig, Imperiul German – d. 12 septembrie 1978, Berlin, RFG) a fost un sociolog german.

## Viață
Otto Stammer a studiat între anii 1920 și 1924 dreptul public, economie, filosofie, istorie, sociologie, pedagogie și jurnalism în Leipzig și Berlin. El a avut contact cu profesori precum Karl Bücher, Hans Driesch, Hermann Heller, Theodor Litt și Eduard Spranger. Stammer a promovat în 1924 în Leipzig cu o disertație „Statul la Karl Marx și Friedrich Engels” (în germană: Der Staat bei Karl Marx und Friedrich Engels), primind titlul „Dr. rer. pol.'. Încă din timpul studiului, Stammer a fost membru al Organizației Studențești Socialiste (în germană: Sozialistische Studentenschaft), fiind și președintele organizației între 1922 și 1925.
Stammer a lucrat până in anul 1931 în domeniul jurnalisticii și al pedagogiei adulților, până când a preluat funcția de secretar al educației în cercul-SPD Mittelschlesien. În 1933 a fost închis scurt din motive politice, și și-a continuat până în 1937 educația, cu toate că era șomer. Din 1937 până în 1948 a fost manager în difertie poziții în industria farmaceutică, iar în 1948/49 redactor și docent în Leipzig. El și-a scris lucrarea de doctor habilitat în domeniul sociologiei în anul 1949 la Universitatea Liberă din Berlin. Acolo a devenit în 1951 profesor de sociologie și științe politice, devenit titular în anul 1954. El a fost cofondator al Institutului de Sociologie. Deoarece a fost pentru timpul reprezentantul de vârf al sociologiei germane, a devenit profesor universitar emerit în 1965.
Din 1959 până în 1963, Otto Stammer a fost președintele Societății Germane de Sociologie (în germană: Deutsche Gesellschaft für Soziologie). Împreună cu Fritz Bauer, Willi Eichler și cu Erich Potthoff a redactat și editat revista Die Neue Gesellschaft (în traducere „Noua Societate”).

## Lucrări publicate (selecție)
- O. Stammer, Karl Christian Thalheim (Herausgeber): Festgabe für Friedrich Bülow zum 70. Geburtstag. Duncker & Humblot, Berlin 1960.
- Politische Soziologie und Demokratieforschung. Gesammelte Aufsätze, 1965
- (ed.): Max Weber und die Soziologie heute. Verhandlungen des 15. Deutschen Soziologentages, 1965
- (Mit-Hg.): Hermann Heller. Gesammelte Schriften, 3 vol., 1971

## Legături externe
- de Otto Stammer în Catalogul Bibliotecii Naționale a Germaniei (Informații despre Otto Stammer • PICA • Căutare pe site-ul Apper)